# Timothy Drake
Timothy Jackson Drake, oftast kallad Tim, är en fiktiv karaktär i DC Comics serievärld. Han var Batmans tredje följeslagare som Robin. Nu axlar han istället manteln som Red Robin.

## Fiktiv historia
När Tim var nio år blev han vittne till att Batman och Robin griper skurken Pingvinen. Han upptäcker att Robin gör en akrobatisk manöver som han tidigare sett Dick Grayson göra medan Dick uppträdde på cirkus. Tim drog slutsatsen att Dick och Robin var samma person och kunde därmed även räkna ut Batmans identitet.
Några år senare, efter att Dick blivit Nightwing och Jason Todd (den andre Robin) dödats av Jokern, märker Tim att Batman blir våldsammare. Han gissar att det beror på att Batman behöver en Robin, någon som kan dämpa hans egen mörkare natur.
Tim söker först upp Dick för att försöka övertala honom att bli Robin igen men när denne inte är intresserad övertalar Tim Batman att låta honom bli den tredje Robin.
Tim får genomgå en lång och tung träning. Under denna tid blir hans mor och far kidnappade av Obeah Man som dödar hans mor. Tim fortsätter sin undervisning och lyckas till slut bevisa att han är värdig att bli Robin när han räddar Batman som blivit fångad av Fågelskrämman.
Flera år senare hittar hans far Tims Robin-dräkt och en loggbok. Hans far tvingar honom att sluta som Robin och manteln axlas under ett litet tag av Tims flickvän Stephanie Brown. Men när ett stort gängkrig bryter ut i Gotham City känner Tim att han inte kan stå bredvid och titta på längre.
Kort efter gängkriget blir Tims far dödad av en superskurk och Tim är nu helt föräldralös. Detta leder till att Bruce Wayne adopterar Tim, och han blir därför (tillsammans med Dick) arvtagare till Bruce.
Efter Batmans död tar Dick över som ny Batman och utser då Damian Wayne till den nya Robin. Dick ser Tim som sin jämlike och han anser att Robin bör vara Batmans student. Tim tror inte på att Bruce är död på riktigt och tar därför upp identiteten som Red Robin istället och ger sig ut i världen för att hitta Bruce.

## Förmågor
Tim är duktig i slagsmål och behärskar flera olika kampsporter. Han använder ofta en hopfällbar bo-stav när han slåss, men hans främsta vapen är hans hjärna. Han är mycket taktisk när han slåss och analyserar kontinuerligt situationen och sin motståndare och förbereder alltid sig själv, eller kanske till och med situationen, inför slagsmål han anar skall komma. På detta vis har han besegrat många farliga superskurkar trots att han själv inte har några superkrafter. Han har bland annat på egen hand lyckats besegra Lady Shiva, en av världens främsta mästare i kampsport.
Tim är en begåvad detektiv med ett intellekt som enligt Bruce kan överträffa honom själv. Tim har bland annat på egen hand lyckats lista ut flera hemliga identiteter bland DC Comics superhjältar och superskurkar, något som få andra lyckats med.